# Ole Christian Veiby
Ole Christian Veiby (17 juni 1996) is een Noorse rallyrijder die tot de zomer van 2018 actief is voor het fabrieksteam van Škoda in het WRC. Daarna rijdt hij met zijn co-driver Stig Rune Sjaermoen het seizoen uit in een Citroën.
Op veertienjarige leeftijd begint Veiby met karten, waarbij hij Noors Crosskart-kampioen wordt in de 125cc-klasse.
Twee jaar later gaat hij rally rijden, terwijl hij aan het Norges Toppidrettsgymnas studeert. In 2014 maakte hij zijn debuut in het WRC op de RallyRACC Catalunya - Costa Daurada, maar een jaar later reed hij in het Junior WRC. In 2016 start Veiby in de WRC 3-klasse waar hij de Rallye Monte-Carlo wint. Ook wint hij de Neste Rally Finland in de Junior WRC.
Veiby komt in 2018 uit in de WRC2-klasse.